# 京阪沿線物語〜古民家民泊きずな屋へようこそ
『京阪沿線物語〜古民家民泊きずな屋へようこそ』（けいはんえんせんものがたり こみんかみんぱくきずなやへようこそ）は、テレビ大阪とキュー・テックの共同制作により、2021年1月10日（9日深夜）から3月28日（27日深夜）まで「真夜中ドラマ」枠で放送されたテレビドラマ。主演は小西桜子。お笑いコンビ「NON STYLE」の石田明が初めて連続ドラマの脚本を担当する。
大阪と京都を結ぶ京阪電気鉄道沿線を舞台に、東京から逃げるようにやって来た新人小説家が京都の民泊施設で住人や客と交流しながら創作への意欲を取り戻すさまを描く。
キャッチコピーは「24歳、新人小説家 辿り着いたのは願いの叶う宿でした。」。

## キャスト

### 主要人物
井町潤（いまち じゅん）〈24〉
演 - 小西桜子
新人小説家。デビュー作が大ヒットしたためプレッシャーから次回作が書けなくなり、東京の喧騒から逃れるように京都を訪れ「きずな屋」に辿り着き、長期滞在する。こころから彼氏に捨てられた女性と決めつけられ、捨て猫に例えられ「ミケ」と呼ばれる。

### きずな屋の関係者
京都の民泊施設。「一宿一飯の恩」で宿泊料の代わりに従業員や宿泊客に食事をごちそうする決まりがある。
久我創介（くが そうすけ）〈39〉
演 - 中村俊介
「きずな屋」の経営者。元フレンチの料理人。京都に来たが宿泊する宿の当てのない潤を見かけ「きずな屋」に連れていく。妻が病気を隠していたことに気付かず亡くなってしまい、橋のたもとで喪失感から死を意識していたところを七海やこころに「きずな屋」に連れてこられた。
木ノ宮こころ（きのみや こころ）〈9〉
演 - 新津ちせ（幼少期：石山芽衣）
「きずな屋」の経営者。小学生。創介と一緒に潤を「きずな屋」に連れていく。先代経営者の七海から「きずな屋」の建物の権利書を引き継いでいる。
本庄七海（ほんじょう ななみ）〈享年47〉
演 - 壇蜜
「きずな屋」の女将。先代経営者。「同じ釜の飯を食べれば、絆が生まれる」が口癖。
美山キヨシ（みやま キヨシ）〈53〉
演 - 水玉れっぷう隊 ケン
「きずな屋」の番頭。先代経営者・七海の頃からの従業員。前科者で警察官から「きずな屋」を紹介され働くこととなった。

### その他
桂木遼平（かつらぎ りょうへい）〈43〉
演 - 岡田義徳（第1話・第3話 - 第5話・第10話・最終話）
潤の担当編集者。潤に次回作を執筆するようプレッシャーをかける。
坂井田進（さかいだ すすむ）
演 - 白井滋郎
「きずな屋」の最寄り駅・京阪ケーブル八幡宮山上駅の駅員。女将の七海とは知り合いで、宿を宣伝しないと決めていた七海との約束から「きずな屋」の場所を尋ねる人たちに「きずな屋」は「存在しない」と断言する。元警察官。

### ゲスト
第1話
中川家・剛 - 中川家 剛（本人役）（第11話）
カメラマン（潤を取材撮影するカメラマン） - 坂倉武志
チャラ男（コンビニ店内で電話する男） - 小河原義経（第4話）
男（坂井田に「きずな屋」の場所を尋ねる男） - 野田希叶
第2話
水野恵美（潤のファン） - ハシヤスメ・アツコ（BiSH）（小学生時代：吉田萌菓）
バイク川崎バイク - バイク川崎バイク（本人役）
男子小学生（小学生時代の恵美の同級生） - 吉田奏佑
第3話
京本まどか（撮り鉄の男性） - 福山翔大
阪下あきら（撮り鉄の女性） - 三戸なつめ
携帯ショップ店員（潤がスマホを購入した携帯ショップの店員） - 米原幸佑
第4話
三船禄郎（会社経営者） - 藤原光博（リットン調査団）（第6話）
記者A（潤の文学新人賞の受賞を取材する記者） - 後藤ひろみ
記者B（潤の文学新人賞の受賞を取材する記者） - 根本銀二
第5話
入江学（先代からの「きずな屋」の常連客） - 寺田農
山野太一（先代からの「きずな屋」の常連客） - 螢雪次朗
第6話
長岡紫乃（京都出身の宿泊客） - 中村静香
西宮玲子（神戸出身の宿泊客） - 山田菜々
守口茜（大阪出身の宿泊客） - 佐藤綾香
一条颯太（結婚を控えたイケメン） - 柄谷吾士
第7話
園村久恵（こころの母方の大叔母） - 赤座美代子
第8話、第9話
橘実羽子（創介のパリの修業時代の元同僚・元交際相手） - 谷村美月
姫島紗良（こころの同級生） - 上田帆乃佳
占い師（琉球言葉を使う大阪城公園の占い師） - けんたくん（吉本新喜劇）（第8話のみ）
アンスリー店員（京阪京橋駅のアンスリー店員） - 森琴樺（第8話のみ）
紗良の母 - 秋山佳子（第9話のみ）
第10話
加藤陽子（手術を拒む女性） - しゅはまはるみ
加藤哲也 （陽子の夫）- 三上市朗
うどん屋店員（関西風たぬきうどんを給仕する店員） - 内田彩花
うどん屋店員（関西風たぬきうどんの説明をする店員） - 梅原勇輝
第11話、最終話
北村敦史（こころの父を名乗る男・借金取り） - 杉浦太陽
木ノ宮茂（こころの父） - 間慎太郎
女性客（こころを盗撮する北村を気持ち悪がるひらパーの客） - 内田彩花（第11話のみ）
女性客（上記の女性客の友達） - 北村真鈴（第11話のみ）
ひらパーの客（ひらパーでチュロスを食べる女の子） - 久保あんじゅ（第11話のみ）
ひらパー従業員（北村に声をかける従業員） - 後藤秀樹（第11話のみ）

## スタッフ
- 総監督 - 千村利光
- 監督 - 長尾くみこ、田中健詞
- 原案 - 三津留ゆう
- 脚本 - 石田明（NON STYLE）、阿相クミコ、三津留ゆう
- シリーズ構成 - 石田明（NON STYLE）
- 音楽 - 石塚徹、鈴木俊介
- 音楽プロデューサー - 田井モトヨシ
- 撮影協力 - Fululu古民家山岸邸飯能の家、飯能ロケーションサービスLLP、アンスリー、京都メディア支援センター、大阪フィルム・カウンシル、大阪水上バス
- 宣伝協力 - 京阪ホールディングス、京阪電気鉄道
- チーフプロデューサー - 金岡英司（テレビ大阪）
- 企画 - 田中洋行（テレビ大阪）
- プロデューサー - 与十田孝輔（テレビ大阪）、鈴木伸明（キュー・テック）
- 制作 - テレビ大阪、キュー・テック
- 製作著作 - 『京阪沿線物語』製作委員会

## 放送日程
| 話数   | 放送日  | サブタイトル                       | ラテ欄                    | 脚本       | 監督       |
| ------ | ------- | ---------------------------------- | ------------------------- | ---------- | ---------- |
| 第1話  | 1月10日 | “一宿一飯”涙のお好み焼き           | 脚本ノンスタイル石田      | 石田明     | 千村利光   |
| 第2話  | 1月17日 | 飾らない“すっぴん”の卵焼き         | 脚本ノンスタ石田! BKB     | 石田明     | 千村利光   |
| 第3話  | 1月24日 | あったかい“おでんの絆”             | 脚本ノンスタ石田! おでん  | 石田明     | 千村利光   |
| 第4話  | 1月31日 | 諦めない心 ご褒美のうな重          | 絶品うな重&伏見稲荷大社   | 三津留ゆう | 千村利光   |
| 第5話  | 2月07日 | “仲間”と食べる絶品のすき焼き       | 極上すき焼き…新たな友情   | 阿相クミコ | 千村利光   |
| 第6話  | 2月14日 | 京阪神グルメと3人娘の縁結び        | ビフカツ&豚まん&鯖寿司    | 阿相クミコ | 田中健詞   |
| 第7話  | 2月21日 | きずな屋との別れ…こころが養子に!?  | 謎の女性がきずな屋へ…!    | 石田明     | 長尾くみこ |
| 第8話  | 2月28日 | 恋のライバルと熱々のたこ焼き       | 白熱 恋する乙女たちの戦い | 三津留ゆう | 長尾くみこ |
| 第9話  | 3月07日 | 恋と友情 消えない想い              | 別れ “友情物語”に急展開   | 三津留ゆう | 長尾くみこ |
| 第10話 | 3月14日 | 愛する妻へ 涙のリモート京都旅      | 涙の京都旅…うどん&銘酒    | 阿相クミコ | 千村利光   |
| 第11話 | 3月21日 | 悲しい記憶 ひらかたパークで事件    | 事件 ひらパーに現る謎の男 | 石田明     | 千村利光   |
| 最終話 | 3月28日 | サヨナラきずな屋“おはようおかえり” | 全ての秘密が明らかに      | 石田明     | 千村利光   |